# Tatoxcac
Tatoxcac är en ort i Mexiko.   Den ligger i kommunen Zacapoaxtla och delstaten Puebla, i den sydöstra delen av landet, 170 km öster om huvudstaden Mexico City. Tatoxcac ligger 1 888 meter över havet och antalet invånare är 4 297.
Terrängen runt Tatoxcac är lite bergig. Runt Tatoxcac är det ganska tätbefolkat, med 129 invånare per kvadratkilometer. Närmaste större samhälle är Zaragoza, 11,1 km söder om Tatoxcac. Omgivningarna runt Tatoxcac är en mosaik av jordbruksmark och naturlig växtlighet.